# ویلو سیتی (داکوتای شمالی)
ویلو سیتی(به انگلیسی: Willow City) شهری در ایالت داکوتای شمالی کشور ایالات متحده آمریکا است که جمعیت آن در سرشماری سال ۲۰۱۰ میلادی، ۱۶۳ نفر بوده‌است.